# 이장균
이장균(李壯均, 1920년 6월 27일~1997년 12월 13일)는 대한민국의 기업인이며, 삼천리 창업주이다. 호는 석원(石園)이다.

## 생애

### 창업 이전
1920년 6월 27일 함경남도 함주에서 출생하였다. 어려운 가정환경에서도 야학을 통해 학업을 지속하였으며, 일제강점기 사회의 현실을 경험하며 국가 경쟁력의 중요성을 인식하게 되었다. 이후 이러한 인식을 바탕으로 지속적인 실천을 추구하였다.
한국전쟁 당시 월남한 이장균은, 과거 북측에서 상업 활동을 통해 알게 된 유성연과 전쟁 이후 재회하였다. 이들은 낯선 환경에서 상호 신뢰를 바탕으로 교류를 이어갔으며, 1955년 10월 1일 서울 을지로에 연탄공장을 공동 설립하고 연탄 사업을 시작하였다.

### 삼천리 창업 이후
이장균은 1951년경 포항에서 흥성상점을 운영하며 신탄(숯)을 제조·판매하였고, 피난지에서 연탄 수요가 증가하는 상황을 파악하여 무연탄을 취급하기 시작하였다. 이후 유성연과 함께 삼천리연탄기업사를 설립하고 본격적인 연탄 생산에 착수하였다.
1960년대에 들어서면서 정부의 산림녹화 정책 및 연탄 사용 장려 정책에 따라 연탄 산업이 성장세를 보이자, 그는 연탄 품질 개선과 브랜드화 전략을 추진하였다. 1964년에는 기존 제품보다 열량, 연소 시간, 재 강도 등이 개선된 22공탄을 개발하였다. 연탄 생산 효율을 높이기 위해 업계 최초로 컨베이어벨트와 굴삭기를 도입하는 등 설비 투자도 병행하였다.
삼천리는 기업 성장에 따라 경영체제 개편을 단행하였고, 1966년에는 개인기업에서 법인인 삼천리연탄주식회사로 전환하였으며, 1976년에는 상장회사로 전환되었다. 이장균은 경영 철학으로 "주주, 경영자, 소비자, 근로자의 공존"과 "성실한 납세를 통한 사회적 기여"를 강조하였다.
연탄 품귀 현상이 발생하던 시기, 그는 품질 개량 연탄에 대한 특허 등록을 하지 않고 제품을 공개하여 공급 안정에 기여하였다. 1970년대에는 삼척탄좌를 인수함으로써 연탄 제조뿐 아니라 석탄 채굴까지 포괄하는 수직계열화를 실현하였다.
삼천리연탄의 판매량은 1956년 약 2,500톤에서 1966년 13만 톤, 1978년에는 190만 톤으로 증가하였으며, 이를 통해 국내 연탄 시장에서 선도적 지위를 확보하게 되었다. 이장균은 기술 혁신과 원가 절감을 통해 품질 높은 연탄을 합리적인 가격에 공급하는 데 주력하였다.
1980년대에는 에너지 산업 구조 변화에 대응하여 도시가스 사업에 진출하였다. 1982년 "경인도시가스"를 인수하고 도시가스 공급망을 구축하기 시작하였다. 초기 6년간 약 200억 원을 투자하여 350km의 배관망을 설치하였고, 수도권 내 공급 권역을 점차 확장하였다.
그 결과 삼천리는 경기도 13개 시와 인천광역시 5개 구에 약 6,300km에 이르는 배관망을 구축하고, 약 323만 가구에 도시가스를 공급하는 국내 최대 규모의 도시가스 공급 기업으로 성장하였다.
1997년 12월 13일 숙환으로 별세하였다.

## 출연한 배우
- 1985년 《열망》 KBS, (임동진)

## 가족 관계
- 배우자: 김성숙 (1932년 ~ 2024년 11월 4일)
  - 장남: 이천득 (1951년 ~ 1987년) - 前 삼천리그룹 부회장
  - 차남: 이만득 (1956년 ~ ) - 現 삼천리그룹 회장
  - 장녀: 이이란
  - 차녀: 이단